# Petr Holodňák
Petr Holodňák (* 9. ledna 1957 Duchcov) je český archeolog a muzejní pracovník. Od roku 1980 působí v Regionálním muzeu K. A. Polánka v Žatci. Zde se zabývá především pravěkem středního Poohří, je specialistou na keltskou archeologii. Za sebou má celou řadu záchranných archeologických výzkumů, z nichž k nejrozsáhlejším patří výzkumy v předpolí pískoven v Soběsukách, v Chudeříně, Roztylech a Břežanech.

## Mládí a studia
Petr Holodňák se narodil 9. ledna 1957 v Duchcově, své mládí však prožil v rodině vojáka z povolání z Podkarpatské Rusi a české prodavačky v Bílině. Zde studoval mezi léty 1972–1976 tehdejší Gymnázium Maxima Gorkého (dnes pracoviště Podkrušnohorského gymnázia Most). Během studií gymnázia se spřátelil s archeologem PhDr. Jiřím Waldhauserem, CSc., t. č. působícím na Bílinském zámku, který jej naučil základům archeologické práce. Pod Waldhauserovým vedením se zúčastnil svých prvních archeologických výzkumů v Radovesicích u Bíliny a na Závisti u Zbraslavi.
V roce 1976 byl přijat ke studiu archeologie a historie na filozofické fakultě tehdejší Univerzity J. E. Purkyně (dnes Masarykova univerzita) v Brně. V roce 1981 absolvoval doktorské studium diplomovou prací Ekonomika laténského sídliště v Radovesicích u Bíliny.

## Profesní život

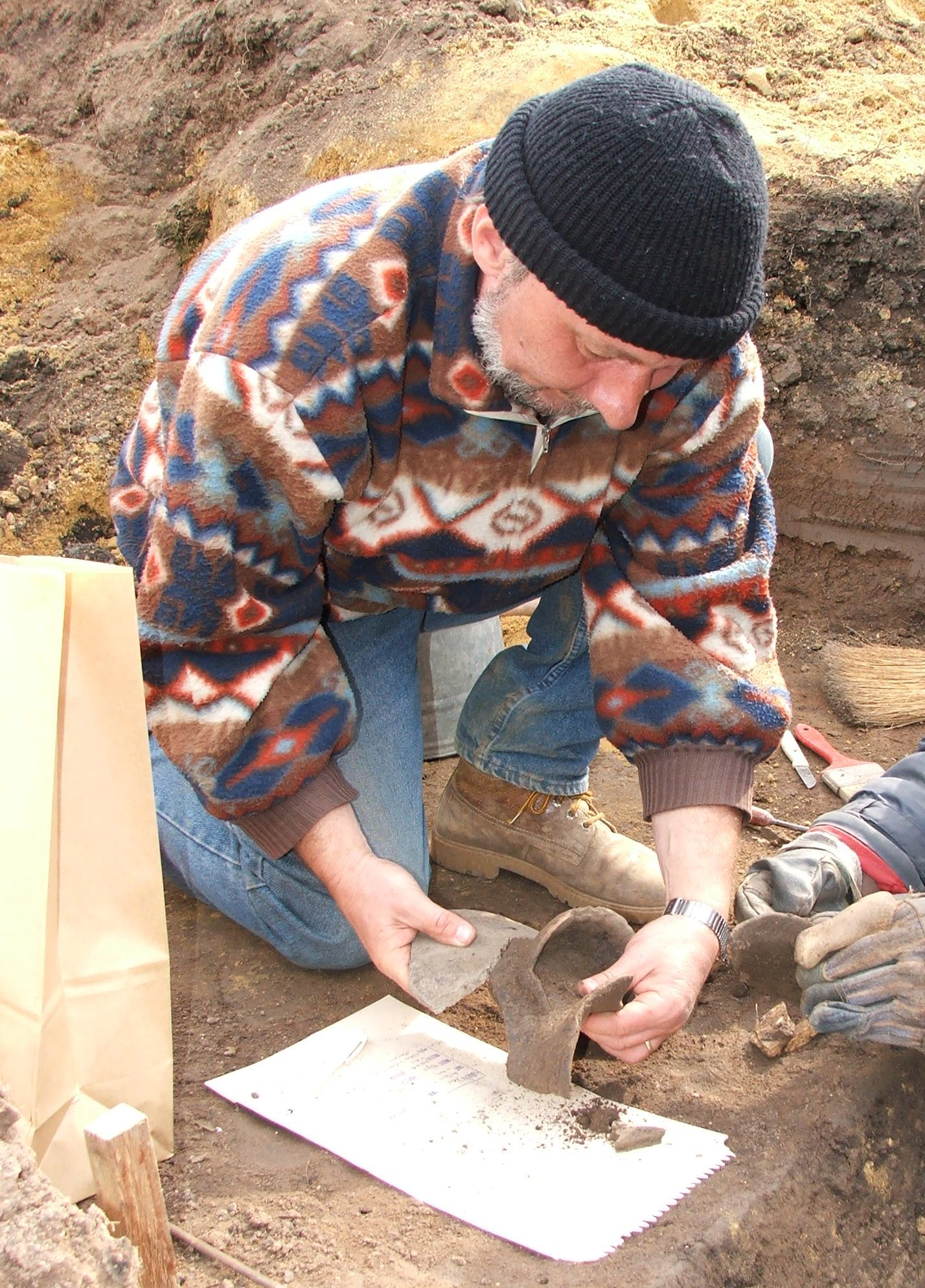
Petr Holodňák při práci v terénu na výzkumu v Želči v roce 2007

V roce 1980 nastoupil jako archeolog do Regionálního muzea v Žatci. Zde ho čekala výzva v podobě uspořádání a evidence archeologických sbírek. Pod jeho vedením došlo od počátku 80. let také k zintenzivnění záchranné činnosti muzea v terénu.
Roku 1983 prokázal archeologickým výzkumem existenci halštatského hradiště v Žatci a na Výrově u Třeskonic. V roce 1985 jej pověřil Archeologický ústav Československé Akademie věd vedením záchranného archeologického výzkumu v polykulturní lokalitě Soběsuky na Žatecku. Výzkum trval osm let a stal se jedním z nejrozsáhlejších plošných výzkumů provedených na našem území. Současně se zpracováním sbírek se Petr Holodňák věnoval i teoretickému bádání a popularizaci archeologie a činnosti muzea. Jádrem jeho odborné práce se stalo zpracování hrobových a sídlištních nálezů doby halštatské a laténské v regionu středního Poohří. Svou pozornost věnoval také studiu demografie populací v mladší době železné a bádání o pravěkém zpracování obilí na drtidlech a žernovech, jejich provenienci a distribuci. V roce 1987 se zúčastnil mezinárodního symposia ve francouzském Epernay s příspěvkem o malované keramice keltských obyvatel severozápadních Čech.
Mezi léty 1997 a 2004 vedl další rozsáhlý záchranný výzkum v předpolí pískovny na území vesnic Chudeřín a Roztyly na Žatecku. Na ploše 50 ha se podařilo shromáždit doklady o četném osídlení i pohřbívání v nejrůznějších obdobích pravěku. Při výzkumech v intravilánu města Žatce se mu podařilo prokázat existenci vnějšího opevnění raně středověkého hradiště a přispěl k poznání stavebního vzhledu některých vrcholně středověkých objektů, např. Čeradické brány. V mezičase mezi většími výzkumy působil na desítkách drobných záchranných akcích v lokalitách ohrožených stavební činností. Své poznatky pravidelně popularizuje a snaží se je co nejsrozumitelnější formou prezentovat veřejnosti prostřednictvím populárně-naučných článků, brožur, přednášek a knižních publikací. K seznámení veřejnosti s výsledky terénní práce a záchranných výzkumů také přispěly i výstavy, z nichž mnohé přesáhly hranice regionu a byly vystavovány v dalších expozicích v Česku. V roce 1994 založil a redigoval ediční řadu Studie Regionálního muzea v Žatci, v niž vyšlo několik svazků zaměřených na regionální historii. Jako spoluautor a editor se podílel na přípravě dvou monografií historie města Žatce.

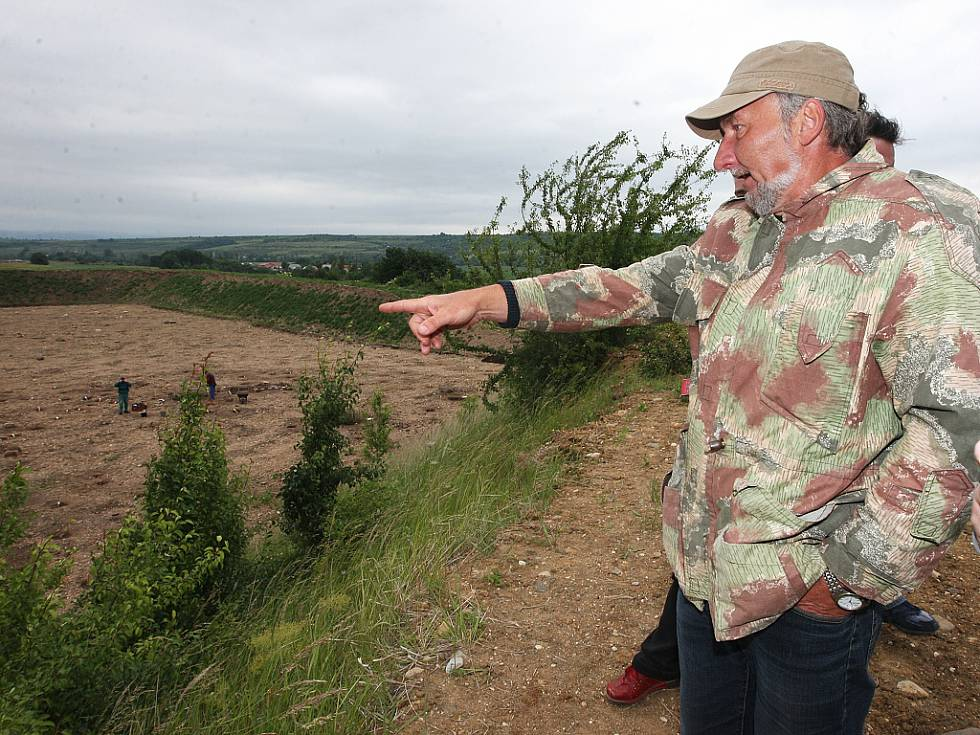
Petr Holodňák na výzkumu v Břežanech v roce 2012

Na začátku nového tisíciletí se podílel na přípravě podkladů pro turistický informační systém v Žatci. Pro místní kabelovou televizi TV OK+ vypracoval scénáře několika dílů seriálu Toulky žateckou minulostí, věnovaného historii Žatce. V roce 2003 absolvoval díky dánskému stipendiu tříměsíční pobyt v archeologických pracovištích v Německu a Dánsku. Mezi léty 2010–2012 vedl další rozsáhlý archeologický výzkum v Břežanech na Žatecku. Na katastru Břežan mj. objevil dvanáct půdorysů obytných domů kůlové/sloupové konstrukce ze střední doby bronzové (mohylové kultury) a několik zajímavých kruhových struktur. V roce 2012 byl spoluautorem jedné z prvních interaktivních expozic v Česku s názvem Žatecký stroj času instalované v žateckém regionálním muzeu.
V současné době nadále pracuje jako archeolog v Regionálním muzeu K. A. Polánka v Žatci. Kromě archeologických výzkumů a výkonu stavebního dozoru v rámci zákona o památkové péči se věnuje přípravě nové expozice muzea, odborné publikační činnosti a popularizaci činnosti muzea. Podílel se i na přípravě nových depozitářů žateckého Regionálního muzea v budově bývalých papíren v Žatci, ze kterých se po otevření v roce 2015 stalo jedno z nejlépe vybavených muzejních pracovišť v ČR. Působí v Komisi severočeských archeologů (KOSA). Pracuje v Radě Ústavu archeologické a památkové péče severozápadních Čech, v. v. i., v Mostě (ÚAAP Most) a působí v redakční radě sborníku Archeologické výzkumy v severozápadních Čechách vydávaném ÚAAP Most. Je členem pracovní skupiny pro zápis Žatce na seznam světového kulturního dědictví UNESCO.

## Politický život
V roce 1989 se aktivně účastnil listopadových událostí. V letech 1990–1994 byl členem žateckého městského zastupitelstva a městské rady. Znovu byl do zastupitelstva zvolen za hnutí NEZÁVISLÍ v roce 2010 a opět se stal radním. Na radnici působil do roku 2014.

## Rodina
Je ženatý s archeoložkou a historičkou PhDr. Radmilou Holodňákovou. Má dva syny Petra (*1983) a Radka (*1993) a dále bratra Fedora (*1947).
Jeho otcem byl válečný hrdina Československé armády, účastník bitvy u Sokolova a na Dukle, Fedor Holodňák (1923–2012).